# Cistus salviifolius
Cistus salviifolius is een plant uit de zonneroosjesfamilie (Cistaceae).
Het is een groenblijvende struik die van nature voorkomt in het Middellandse Zeegebied. De soort wordt tot 1 m hoog. De bladeren zijn eirond, lichtgroen en aan de onderzijde behaard. De maximale lengte bedraagt 2 cm. De bloemen hebben een doorsnede van 2-4 cm. Ze zijn wit en hebben een geeloranje hartje. De bloeiperiode loopt van maart tot mei.